# Sommer-Paralympics 2016/Teilnehmer (Österreich)
| stlisierte Goldmedaille | stlisierte Silbermedaille | stlisierte Bronzemedaille |
| ----------------------- | ------------------------- | ------------------------- |
| 1                       | 4                         | 4                         |

Österreich entsandte eine aus 27 Sportlern bestehende Mannschaft zu den Sommer-Paralympics 2016 in Rio de Janeiro. Die Mannschaft umfasste 6 Frauen und 21 Männer. Bei der erstmals bei den Paralympics ausgetragenen Disziplin Parakanu hat ein Sportler Österreich vertreten. Fahnenträger der österreichischen Paralympics-Mannschaft war der Radsportler Wolfgang Eibeck.

## Medaillen

### Medaillenspiegel
| Medaillenspiegel Österreich |                |                              |                           |                           |        |
| Platz                       | Sportart       | Goldmedaille – Olympiasieger | Silbermedaille – 2. Platz | Bronzemedaille – 3. Platz | Gesamt |
| 01                          | Reiten         | 1                            | 1                         | 0                         | 2      |
| 02                          | Radsport       | 0                            | 2                         | 0                         | 2      |
| 03                          | Parakanu       | 0                            | 1                         | 0                         | 1      |
| 04                          | Leichtathletik | 0                            | 0                         | 2                         | 2      |
| 05                          | Schwimmen      | 0                            | 0                         | 1                         | 1      |
| 05                          | Tischtennis    | 0                            | 0                         | 1                         | 1      |
| Gesamt                      | Gesamt         | 1                            | 4                         | 4                         | 9      |

### Medaillengewinner
Gold
| Name      | Sportart | Wettkampf                 |
| --------- | -------- | ------------------------- |
| Pepo Puch | Reiten   | Championshiptest Grade Ib |

 Silber
| Name             | Sportart | Wettkampf           |
| ---------------- | -------- | ------------------- |
| Markus Swoboda   | Parakanu | 200 m Sprint KL2    |
| Walter Ablinger  | Radsport | Einzelzeitfahren H3 |
| Thomas Frühwirth | Radsport | Einzelzeitfahren H4 |
| Pepo Puch        | Reiten   | Kür Grade Ib        |

 Bronze
| Name                | Sportart       | Wettkampf          |
| ------------------- | -------------- | ------------------ |
| Natalija Eder       | Leichtathletik | Speerwurf F12-13   |
| Günther Matzinger   | Leichtathletik | 400 m T45-47       |
| Andreas Daniel Onea | Schwimmen      | 100 m Brust SB8    |
| Krisztian Gardos    | Tischtennis    | Einzel (Klasse 10) |

## Teilnehmer nach Sportart

### Leichtathletik
| Athleten             | Wettbewerb       | Vorlauf/Vorkampf | Vorlauf/Vorkampf | Halbfinale    | Halbfinale    | Finale        | Finale        | Rang          |
| Athleten             | Wettbewerb       | Zeit/Weite       | Rang             | Zeit/Weite    | Rang          | Zeit/Weite    | Rang          | Rang          |
| -------------------- | ---------------- | ---------------- | ---------------- | ------------- | ------------- | ------------- | ------------- | ------------- |
| Frauen               |                  |                  |                  |               |               |               |               |               |
| Natalija Eder        | Speerwurf F12-13 | –                | –                | –             | –             | 40,49 m       | 3             | Bronze        |
| Männer               |                  |                  |                  |               |               |               |               |               |
| Thomas Geierspichler | 100 m T52        | 19,82 s          | 12               | ausgeschieden | ausgeschieden | ausgeschieden | ausgeschieden | ausgeschieden |
| Thomas Geierspichler | 400 m T52        | 1:03,27 min      | 9                | ausgeschieden | ausgeschieden | ausgeschieden | ausgeschieden | ausgeschieden |
| Günther Matzinger    | 400 m T45-47     | 49,90 s          | 3                | –             | –             | 48,95 s       | 3             | Bronze        |
| Mario Bauer          | Marathon T45-46  | –                | –                | –             | –             | 2:58:34 h     | 5             | 5             |
| Bil Marinkovic       | Diskuswurf F11   | –                | –                | –             | –             | 37,22 m       | 4             | 4             |

### Parakanu
| Athleten       | Wettbewerb       | Vorlauf/Vorkampf | Vorlauf/Vorkampf | Halbfinale | Halbfinale | Finale   | Finale | Rang   |
| Athleten       | Wettbewerb       | Zeit             | Rang             | Zeit       | Rang       | Zeit     | Rang   | Rang   |
| -------------- | ---------------- | ---------------- | ---------------- | ---------- | ---------- | -------- | ------ | ------ |
| Männer         |                  |                  |                  |            |            |          |        |        |
| Markus Swoboda | 200 m Sprint KL2 | 44,525 s         | 1                | Freilos    | Freilos    | 43,726 s | 2      | Silber |

### Radsport
Straße
| Athleten                                             | Wettbewerb          | Zeit         | Rang   |
| ---------------------------------------------------- | ------------------- | ------------ | ------ |
| Männer                                               |                     |              |        |
| Walter Ablinger                                      | Straßenrennen H3    | 1:53:29 h    | 11     |
| Walter Ablinger                                      | Einzelzeitfahren H3 | 29:26,01 min | Silber |
| Wolfgang Eibeck                                      | Straßenrennen C4-C5 | 2:17:45 h    | 8      |
| Wolfgang Eibeck                                      | Einzelzeitfahren C5 | 38:15,05 min | 6      |
| Thomas Frühwirth                                     | Straßenrennen H4    | 1:28:59 h    | 7      |
| Thomas Frühwirth                                     | Einzelzeitfahren H4 | 27:49,31 min | Silber |
| Wolfgang Schattauer                                  | Straßenrennen H2    | 1:31:39 h    | 7      |
| Wolfgang Schattauer                                  | Einzelzeitfahren H2 | 37:56,39 min | 7      |
| Walter Ablinger Thomas Frühwirth Wolfgang Schattauer | Staffel H2-H5       | 35:38,00 min | 5      |

Bahn
| Athleten        | Wettbewerb         | Qualifikation | Qualifikation | Finale        | Finale        | Rang          |
| Athleten        | Wettbewerb         | Zeit          | Rang          | Zeit          | Rang          | Rang          |
| --------------- | ------------------ | ------------- | ------------- | ------------- | ------------- | ------------- |
| Männer          |                    |               |               |               |               |               |
| Wolfgang Eibeck | Einerverfolgung C5 | 4:49,644 min  | 8             | ausgeschieden | ausgeschieden | ausgeschieden |

### Reiten
| Athleten | Wettbewerb                | Punkte  | Rang   |
| --- | ------------------------- | ------- | ------ |
| Julia Sciancalepore mit Pommery 4                                                                                        | Championshiptest Grade Ia | 66,304  | 19     |
| Thomas Haller mit Puschkin 7                                                                                             | Championshiptest Grade II | WD      | WD     |
| Martin Knauder mit Contessa 15                                                                                           | Championshiptest Grade Ia | 68,087  | 14     |
| Pepo Puch mit Fontainenoir                                                                                               | Championshiptest Grade Ib | 75,103  | Gold   |
| Pepo Puch mit Fontainenoir                                                                                               | Kür Grade Ib              | 76,750  | Silber |
| Julia Sciancalepore mit Pommery 4 Thomas Haller mit Puschkin 7 Martin Knauder mit Contessa 15 Pepo Puch mit Fontainenoir | Mannschaft                | 418,160 | 8      |

### Rollstuhltennis
| Athleten                    | Wettbewerb (Klasse) | 1. Runde       | 1. Runde | 2. Runde      | 2. Runde      | Achtelfinale  | Achtelfinale  | Viertelfinale | Viertelfinale | Halbfinale    | Halbfinale    | Finale        | Finale        | Rang |
| Athleten                    | Wettbewerb (Klasse) | Gegner         | Ergebnis | Gegner        | Ergebnis      | Gegner        | Ergebnis      | Gegner        | Ergebnis      | Gegner        | Ergebnis      | Gegner        | Ergebnis      | Rang |
| --------------------------- | ------------------- | -------------- | -------- | ------------- | ------------- | ------------- | ------------- | ------------- | ------------- | ------------- | ------------- | ------------- | ------------- | ---- |
| Männer                      |                     |                |          |               |               |               |               |               |               |               |               |               |               |      |
| Nico Langmann               | Einzel              | Dong Shunjiang | 0:6, 3:6 | ausgeschieden | ausgeschieden | ausgeschieden | ausgeschieden | ausgeschieden | ausgeschieden | ausgeschieden | ausgeschieden | ausgeschieden | ausgeschieden | 33   |
| Martin Legner               | Einzel              | Im Ho-won      | 1:6, 3:6 | ausgeschieden | ausgeschieden | ausgeschieden | ausgeschieden | ausgeschieden | ausgeschieden | ausgeschieden | ausgeschieden | ausgeschieden | ausgeschieden | 33   |
| Nico Langmann Martin Legner | Doppel              | –              | –        | Freilos       | Freilos       | Kunieda/Saida | 2:6, 0:6      | ausgeschieden | ausgeschieden | ausgeschieden | ausgeschieden | ausgeschieden | ausgeschieden | 9    |

### Rudern
| Athleten                                                                            | Wettbewerb                                   | Vorlauf     | Vorlauf | Vorlauf           | Hoffnungslauf | Hoffnungslauf | Hoffnungslauf     | Finale      | Finale | Rang |
| Athleten                                                                            | Wettbewerb                                   | Zeit        | Rang    | Qualifikation für | Zeit          | Rang          | Qualifikation für | Zeit        | Rang   | Rang |
| ----------------------------------------------------------------------------------- | -------------------------------------------- | ----------- | ------- | ----------------- | ------------- | ------------- | ----------------- | ----------- | ------ | ---- |
| Maria Dorn Gerheid Pahl Thomas Ebner Benjamin Strasser Erika Buchinger (Steuerfrau) | Vierer mit Steuermann/-frau 1000 Meter (LTA) | 3:47,13 min | 6       | Hoffnungslauf     | 3:58,96 min   | 5             | B-Finale          | 3:45,98 min | 5      | 11   |

### Schwimmen
| Athleten             | Wettbewerb             | Vorlauf     | Vorlauf | Finale        | Finale        | Rang   |
| Athleten             | Wettbewerb             | Zeit        | Rang    | Zeit          | Rang          | Rang   |
| -------------------- | ---------------------- | ----------- | ------- | ------------- | ------------- | ------ |
| Frauen               |                        |             |         |               |               |        |
| Sabine Weber-Treiber | 50 m Freistil S6       | 37,89 s     | 10      | ausgeschieden | ausgeschieden | 10     |
| Sabine Weber-Treiber | 100 m Freistil S6      | 1:27,88 min | 16      | ausgeschieden | ausgeschieden | 16     |
| Sabine Weber-Treiber | 100 m Brust SB5        | 1:53,73 min | 8       | DSQ           | DSQ           | DSQ    |
| Männer               |                        |             |         |               |               |        |
| Andreas Daniel Onea  | 50 m Freistil S8       | 29,49 s     | 15      | ausgeschieden | ausgeschieden | 15     |
| Andreas Daniel Onea  | 100 m Brust SB8        | –           | –       | 1:14,44 min   | 3             | Bronze |
| Andreas Daniel Onea  | 100 m Schmetterling S8 | 1:04,84 min | 6       | 1:05,23 min   | 6             | 6      |
| Andreas Daniel Onea  | 200 m Lagen SM8        | 2:35,34 min | 9       | ausgeschieden | ausgeschieden | 9      |

### Segeln
| Athleten    | Wettbewerb                | Rennen | Rennen | Rennen | Rennen | Rennen | Rennen | Rennen | Rennen | Rennen | Rennen | Rennen | Net Punkte | Rang |
| Athleten    | Wettbewerb                | 1      | 2      | 3      | 4      | 5      | 6      | 7      | 8      | 9      | 10     | 11     | Net Punkte | Rang |
| ----------- | ------------------------- | ------ | ------ | ------ | ------ | ------ | ------ | ------ | ------ | ------ | ------ | ------ | ---------- | ---- |
| Männer      |                           |        |        |        |        |        |        |        |        |        |        |        |            |      |
| Sven Reiger | Ein-Mann-Kielboot (2.4mR) | 8      | 8      | 6      | 5      | 7      | 6      | 11     | 12     | 10     | 13     | 13     | 86         | 11   |

### Tischtennis
| Athleten                           | Wettbewerb           | Gruppenphase                 | Gruppenphase | Gruppenphase | Gruppenphase | Achtelfinale  | Achtelfinale  | Viertelfinale        | Viertelfinale | Halbfinale        | Halbfinale    | Finale                       | Finale        | Rang          |
| Athleten                           | Wettbewerb           | Gegner                       | Ergebnis     | Punkte       | Rang         | Gegner        | Ergebnis      | Gegner               | Ergebnis      | Gegner            | Ergebnis      | Gegner                       | Ergebnis      | Rang          |
| ---------------------------------- | -------------------- | ---------------------------- | ------------ | ------------ | ------------ | ------------- | ------------- | -------------------- | ------------- | ----------------- | ------------- | ---------------------------- | ------------- | ------------- |
| Frauen                             |                      |                              |              |              |              |               |               |                      |               |                   |               |                              |               |               |
| Doris Mader                        | Einzel (Klasse 3)    | Lee Mi-gyu                   | 0:3          | 1:1          | 2            | Yoon Ji-yu    | 0:3           | ausgeschieden        | ausgeschieden | ausgeschieden     | ausgeschieden | ausgeschieden                | ausgeschieden | 9             |
| Doris Mader                        | Einzel (Klasse 3)    | Pamela Fontaine              | 3:0          | 1:1          | 2            | Yoon Ji-yu    | 0:3           | ausgeschieden        | ausgeschieden | ausgeschieden     | ausgeschieden | ausgeschieden                | ausgeschieden | 9             |
| Männer                             |                      |                              |              |              |              |               |               |                      |               |                   |               |                              |               |               |
| Egon Kramminger                    | Einzel (Klasse 3)    | Feng Panfeng                 | 0:3          | 0:2          | 3            | ausgeschieden | ausgeschieden | ausgeschieden        | ausgeschieden | ausgeschieden     | ausgeschieden | ausgeschieden                | ausgeschieden | ausgeschieden |
| Egon Kramminger                    | Einzel (Klasse 3)    | Yuttajak Glinbancheun        | 0:3          | 0:2          | 3            | ausgeschieden | ausgeschieden | ausgeschieden        | ausgeschieden | ausgeschieden     | ausgeschieden | ausgeschieden                | ausgeschieden | ausgeschieden |
| Stanislaw Fraczyk                  | Einzel (Klasse 9)    | Juan Bautista Perez Gonzalez | 3:2          | 2:0          | 1            | –             | –             | Gerben Last          | 1:3           | ausgeschieden     | ausgeschieden | ausgeschieden                | ausgeschieden | 5             |
| Stanislaw Fraczyk                  | Einzel (Klasse 9)    | Ashley Facey Thompson        | 3:1          | 2:0          | 1            | –             | –             | Gerben Last          | 1:3           | ausgeschieden     | ausgeschieden | ausgeschieden                | ausgeschieden | 5             |
| Krisztian Gardos                   | Einzel (Klasse 10)   | José Manuel Ruiz Reyes       | 3:1          | 2:0          | 1            | –             | –             | Denislav Kodjabashev | 3:2           | Patryk Chojnowski | 0:3           | Spiel um Platz drei Lian Hao | 3:0           | Bronze        |
| Krisztian Gardos                   | Einzel (Klasse 10)   | Carlos Carbinatti            | 3:2          | 2:0          | 1            | –             | –             | Denislav Kodjabashev | 3:2           | Patryk Chojnowski | 0:3           | Spiel um Platz drei Lian Hao | 3:0           | Bronze        |
| Stanislaw Fraczyk Krisztian Gardos | Doppel (Klasse 9-10) | –                            | –            | –            | –            | Niederlande   | 1:2           | ausgeschieden        | ausgeschieden | ausgeschieden     | ausgeschieden | ausgeschieden                | ausgeschieden | 9             |